# Panzerwaffe

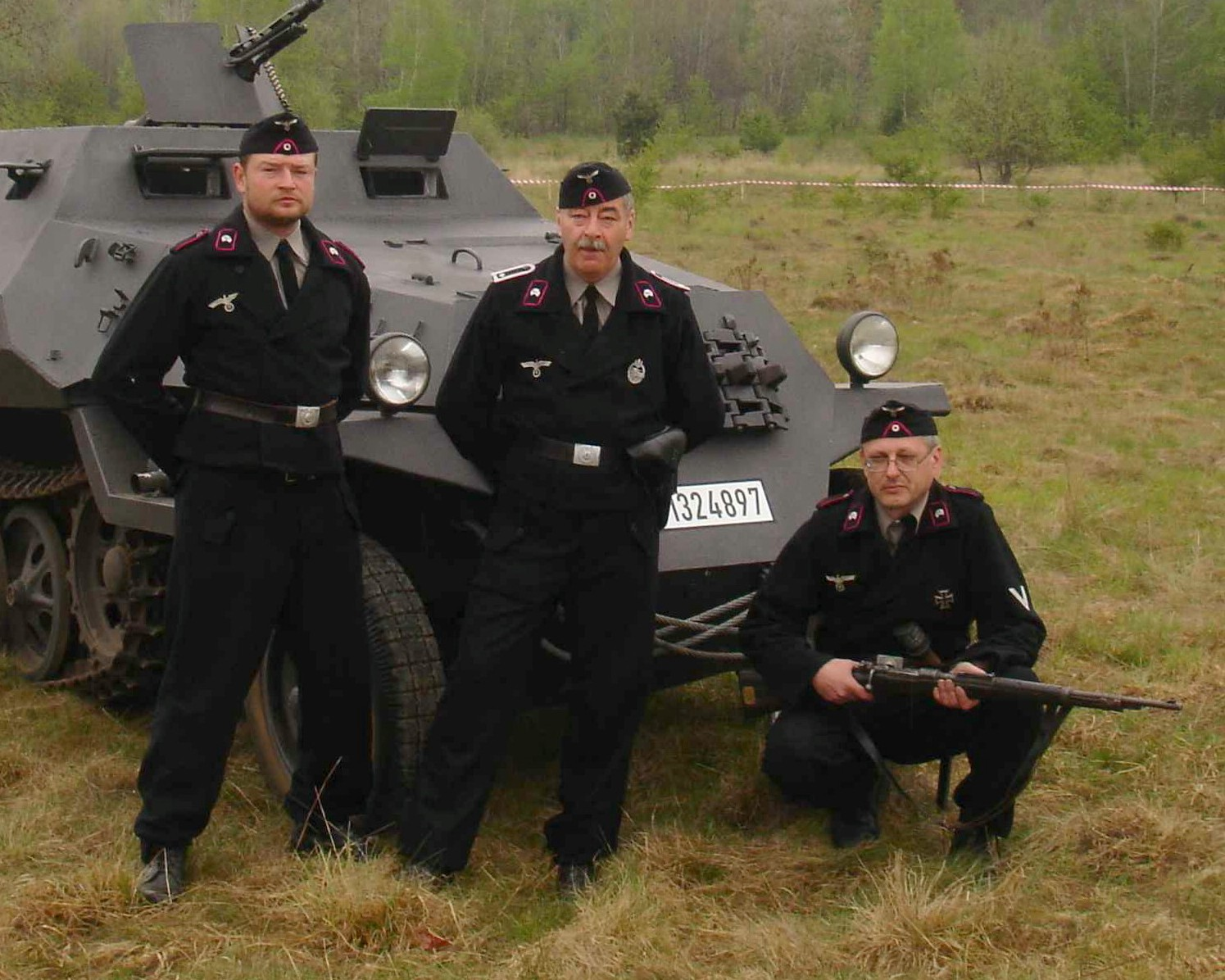
Recreadores históricos vistiendo el uniforme negro de los Panzertruppen del Heer.

Panzerwaffe (en alemán; Panzer: "acorazado" o "blindado"; Waffe: "arma"), después también Panzertruppe, se refiere a un comando dentro del Heer (Ejército de Tierra) de la Wehrmacht alemana, responsable de los asuntos de los panzers (tanques) y las fuerzas motorizadas, poco antes y durante la Segunda Guerra Mundial. Eran conocidos originalmente como Schnelltruppen ("Tropas rápidas"), un comando motorizado establecido en la Reichswehr después de la Primera Guerra Mundial; la nueva denominación (Panzerwaffe) fue designada en 1936 por el teniente general Heinz Guderian.
Los hombres de la fuerza Panzer, se conocían como Panzertruppen (tropas blindadas) y se distinguían por sus estrechos uniformes ajustados negros. 
Después de 1943, en la Panzerwaffe, al igual que la mayoría de las otras ramas alemanas de servicio, se habían relajado las normas de uniformación y muchos panzertruppen llevaban una gran variedad de ropa, incluyendo uniformes de camuflaje y artículos de invierno.

Estandarte de tropa.

Existieron dos escuelas de entrenamiento para las tripulaciones de tanques durante toda la guerra, las Panzertruppenschule I y II.
La infantería motorizada tuvo una temprana formación, era la infantería transportada en camiones. A principios de la guerra, hubo una serie de divisiones ligeras semimotorizadas. Estas fueron juzgadas ineficaces después de la invasión de Polonia y se convirtieron en unidades totalmente motorizadas.
El pilar de la fuerza Panzer fue la división Panzer, que consistía en una brigada blindada (dos regimientos de tanques) y dos regimientos motorizados de infantería. Todas las fuerzas de una división Panzer eran autopropulsadas, incluidos elementos de apoyo, artillería autopropulsada, antitanques y vehículos blindados de reconocimiento. Después de las campañas de Polonia y Francia, las divisiones Panzer fueron de tamaño reducido, con un solo Panzerregiment por división. Esta medida fue tomada para permitir la creación de varias nuevas divisiones con los tanques disponibles.
Durante la Segunda Guerra Mundial el ejército alemán también desplegó una serie de divisiones Panzergrenadier que consistían en infantería motorizada (o infantería acorazada para algunos de los batallones, cuando tenían suficientes blindados disponibles), con la artillería autopropulsada y Jagdpanzer (cazacarros), y en algunos casos un importante número de Panzers.

## Organización
Un cuerpo Panzer se componía de dos a tres divisiones más auxiliares adjuntos. Los Panzergruppen ("grupos Panzer") fueron los comandos más grandes formados, aproximadamente del tamaño de un ejército, y que solían ser bautizados con el nombre de su comandante (por ejemplo el Panzergruppe Hoth comandado por el general Hoth). Estos fueron reconocidos más tarde como Panzerarmeen ("ejércitos Panzer"), un comando del ejército a nivel de dos o tres cuerpos. Estas organizaciones de nivel superior casi siempre mezclaban las unidades normales de infantería con la Panzerwaffe. 
También hubo un gran número de formaciones panzer y motorizadas de las Waffen-SS. Si bien éstos no estaban bajo el mando de la Panzerwaffe, operacionalmente se organizaron y lucharon como parte de las formaciones del ejército y bajo el mando de este. Estas divisiones de las Waffen-SS fueron duramente golpeadas durante la Batalla de Kursk (Operación Ciudadela).

## Principales armas de la Panzerwaffe
Tanques:
| Vehículo   | Peso (t) | Arma principal       |
| ---------- | -------- | -------------------- |
| Panzer I   | 5.9      | Dos MG 13 de 7.92 mm |
| Panzer II  | 13       | Cañón de 20 mm       |
| Panzer III | 23       | Cañón de 37/50/75 mm |
| Panzer IV  | 25       | Cañón de 75 mm       |
| Panther    | 44.8     | Cañón de 75 mm       |
| Tiger      | 57       | Cañón de 88 mm       |
| Tiger II   | 69.8     | Cañón de 88 mm       |

Cazacarros:
| Vehículo      | Peso (t) | Arma principal   |
| ------------- | -------- | ---------------- |
| Panzerjäger I | 6.4      | Cañón de 47 mm   |
| Marder I      | 8.2      | Cañón de 75 mm   |
| Marder II     | 11.5     | Cañón de 76.2 mm |
| Marder III    | 10.5     | Cañón de 75 mm   |
| Hetzer        | 15.7     | Cañón de 75 mm   |
| Jagdpanzer IV | 25.8     | Cañón de 75 mm   |
| Jagdpanther   | 50.1     | Cañón de 88 mm   |
| Jagdtiger     | 76       | Cañón de 128 mm  |
| Nashorn       | 24       | Cañón de 88 mm   |
| Elefant       | 70       | Cañón de 88 mm   |

Artillería autopropulsada
| Vehículo         | Peso (t) | Arma principal  |
| ---------------- | -------- | --------------- |
| Wespe            | 11       | Cañón 105 mm    |
| Grille           | 11.5     | Cañón de 155 mm |
| Hummel           | 24       | Cañón de 150 mm |
| Mörser Gerat 040 | 124      | Obús de 600 mm  |

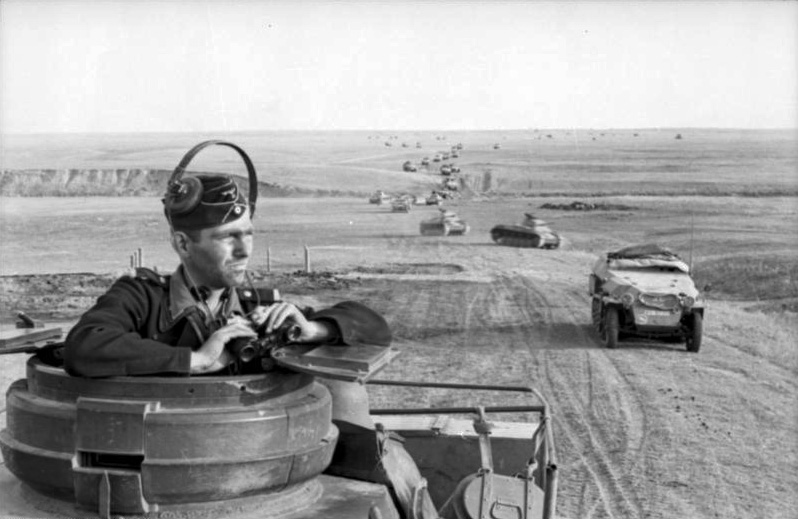
Una columna de tanques y otros vehículos blindados de la Panzerwaffe, cerca de Stalingrado, 1942

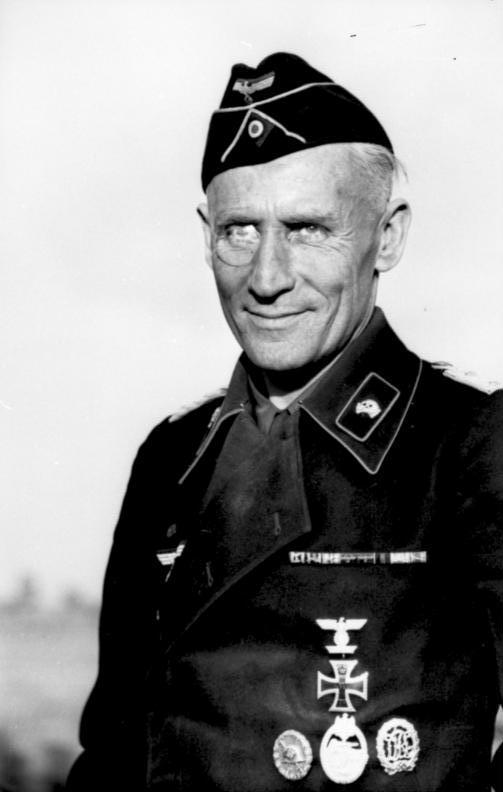
Oberst Richard Koll, comandante de grupo de batalla, Grupo de Ejércitos Norte con uniforme especial.

Otro tanque de la panzerwaffe no mencionado en la tabla porque solamente un ejemplar entró en combate fue el Panzer VIII Maus.